# Alfabetul latin
Alfabetul latin, cunoscut și ca alfabetul roman, este un sistem de scriere folosit prima dată de către romani, ca să scrie în latină. Alfabetul latin derivă din alfabetul grec arhaic, alfabetul grec derivând din abjadul fenician, care la rândul său derivă din hieroglifele egiptene. Romanii timpurii au adoptat majoritatea literelor alfabetului grec arhaic și câteva litere din alfabetul etrusc, cu timpul adăugându-i-se modificări a devenit alfabetul latin din prezent. 
În timpul Evului Mediu, alfabetul latin era folosit (uneori cu modificări) pentru scrierea unor limbi romanice/latine, precum și limbi celtice, germanice, baltice și uneori chiar limbi chirilice. 
Odată cu colonianismul și evanghelizarea, alfabetul latin s-a extins dincolo de teritoriul european, folosindu-se și pentru scrierea limbilor ca: vietnameza, indoneziană, filipină și pentru scrierea unor limbi africane. Există și cazuri în care el a fost adoptat, fiind cazul limbilor ca: turca, azera, uzbeca și turkmena.

## Istorie
Romanii au împrumutat alfabetul grecilor din Cuma, dar nu se știe sigur dacă direct sau prin intermediul etruscilor.

## Literele alfabetului latin
Cele 26 de litere ale alfabetului latin modern sunt:
| Majuscule |   |   |   |   |   |   |   |   |   |   |   |   |
| A         | B | C | D | E | F | G | H | I | J | K | L | M |
| N         | O | P | Q | R | S | T | U | V | W | X | Y | Z |
|           |   |   |   |   |   |   |   |   |   |   |   |   |
| Minuscule |   |   |   |   |   |   |   |   |   |   |   |   |
| a         | b | c | d | e | f | g | h | i | j | k | l | m |
| n         | o | p | q | r | s | t | u | v | w | x | y | z |

Literele: Cc & Ss provin din alfabetul etrusc.

## Extensii
Unele limbi au adăugat câteva litere speciale alfabetului latin prin aplicarea de semne diacritice (sedilă, virgulă, accente, etc.), prin ligaturi sau prin preluarea de litere din alte alfabete.
De exemplu, alfabetul limbii române are 31 de litere incluzând și caracterele Â, Ă, Î, Ș și Ț. În alfabetul limbii suedeze, litera W este considerată o variantă a lui V, mai puțin folosită, care se menține încă în nume ca William. Alfabetul mai conține și trei vocale speciale: Å, Ä, Ö.

### Diacritice și litere adăugate la alfabetul latin
- Albaneză - çë ÇË
- Catalană - àèò ïü éíóú ç ŀ ÀÈÒ ÏÜ ÉÍÓÚ Ç Ŀ ·¡¿
- Cehă - áéíóúý ů čďěňřšťž ÁÉÍÓÚÝ Ů ČĎĚŇŘŠŤŽ
- Croată - čćđšž ČĆĐŠŽ
- Daneză - æøå ÆØÅ
- Estonă - äöü õ ÄÖÜ Õ
- Esperanto - ĉĝĥĵŝŭ ĈĜĤĴŜ
- Finlandeză - äö ÄÖ Å
- Franceză - é àèù âêîôû ëï ç É ÀÈÙ ÂÊÎÔÛ ËÏ Ç
- Galică Scoția - àèìòù
- Galeză - âêîôûŵŷ ÂÊÎÔÛŴŶ
- Germană - äöü ß ÄÖÜ
- Islandeză - áéíóú ð þ æ ö ÁÉÍÓÚÝ Ð Þ Æ Ö
- Italiană - àéèìòù ÀÉÈÌÒÙ
- Letonă - āīūčšž ČŠŽ
- Lituaniană - ąėšųž ĄŲŽ
- Maghiară - áéíóú öü őű ÁÉÍÓÚ ÖÜ ŐŰ
- Malteză - ħ Ħ
- Neerlandeză - éë ÉË
- Norvegiană - æøå ÆØÅ
- Transcrierea fonologică pīnyīn a limbii chineze - áàāă éèēě íìīǐ óòōǒ úùūǔ üǘǜǖǚ
- Poloneză - ąćęłńóśźż ĄĆĘŁŃÓŚŹŻ
- Portugheză - áéíóú âêô ãõ ç ÁÉÍÓÚ ÂÊÔ ÃÕ Ç
- Română - ă â î ș ț  Ă Â Î Ș Ț
- Slovacă - áéíĺóŕúý ô ä čďľňšťž ÁÉÍĹÓŔÚÝ Ô Ä ČĎĽŇŠŤŽ
- Spaniolă - áéíóú ü ñ ÁÉÍÓÚ Ü Ñ ¡¿
- Suedeză - äåö ÄÅÖ
- Turcă - öü ı çğş ÖÜ İ ÇĞŞ
- Volapük - äöü ÄÖÜ